# 拉卡诺
拉卡诺（法語：Lacanau，法語發音：[lakano]）是法国吉伦特省的一个市镇，属于莱斯帕尔梅多克区。

## 地理
拉卡诺（44°58'45"N, 1°4'46"W）面积214.02 平方千米，位于法国新阿基坦大区吉倫特省，该省份为法国西南部沿海省份，是法國本土面积最大的省，北起滨海夏朗德省，西临大西洋，南至朗德省，东南接洛特-加龍省，东临多爾多涅省。
与拉卡诺接壤的市镇（或旧市镇、城区）包括：卡尔康、布拉什、勒波日、圣埃莱娜、索莫斯。

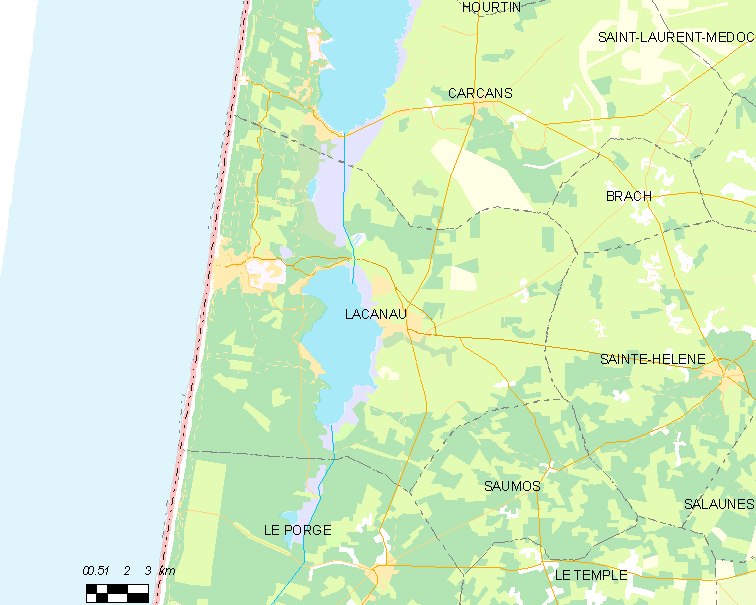
拉卡诺的OSM定位图

拉卡诺的时区为UTC+01:00、UTC+02:00（夏令时）。

## 行政
拉卡诺的邮政编码为33680，INSEE市镇编码为33214。

## 政治
拉卡诺所属的省级选区为南梅多克县。

## 人口

1962-2008年间拉卡诺人口变化图示

拉卡诺于2022年1月1日时的人口数量为5389人。